# Östra Tommarp
Östra Tommarp est une localité suédoise située dans la commune de Simrishamn en Scanie.
Sa population était de 293 habitants en 2019.